# Прорыв (фильм, 2006)
«Проры́в» — художественный фильм 2006 года. Основан на реальных событиях в начале второй чеченской кампании. Повествует о подвиге бойцов 6-й роты 104-го гвардейского парашютно-десантного полка 76-й гвардейской десантно-штурмовой дивизии ВДВ. Саундтрек к фильму исполняет Феликс Царикати.

## Сюжет
Северный Кавказ, 2000 год. Вовсю развернута кампания по уничтожению банд террористов. Одна из разведывательных групп, столкнувшись с отрядом боевиков в Аргунском ущелье, вступает в бой. Однако к выходу из ущелья приближается целая армия террористов. Они хотят захватить заложников в Дагестане и начать там диктовать свои условия.
Выясняется, что встретить огромный отряд боевиков успеет лишь одна-единственная десантная рота капитана Карцева.
90 солдат 6-й роты принимают бой и ждут подкрепления, которое задерживается из-за сопровождения наблюдателей миссии ОБСЕ и диверсий на пути продвижения подкрепления. Роте приходится самостоятельно воевать против более чем двухтысячной армии террористов, под командованием полевого командира Мурада, в прошлом советским офицером и сослуживцем Карцева, с которым он воевал в Афганистане. Единственный, кто смог прийти на помощь это капитан Стожаров,который нарушил приказ, пробился со своим подразделением на вертолёте к месту боя, доставив боеприпасы и погрузить раненных в вертолёт. Несмотря на это в ходе боя от роты осталось пять человек. Боеприпасы кончились,а боевики продолжают наступать. Один из выживших, сержант Черешманов, вызывает огонь артиллерии на себя и несломленные и верные Присяге десантники идут врукопашную, понимая, что обратно уже не вернутся.

## В ролях
| Актёр              | Роль                        |
| ------------------ | --------------------------- |
| Игорь Лифанов      | капитан Фёдор Стожаров      |
| Александр Песков   | Руслан                      |
| Александр Цуркан   | капитан Карцев              |
| Арий Чумаков       | майор Корченюк              |
| Олег Штефанко      | генерал-полковник Селиванов |
| Марина Могилевская | жена генерала Селиванова    |
| Виктор Низовой     | сержант Черешманов          |
| Ильдус Абрахманов  | ефрейтор Каюмов             |
| Матвей Лапин       | сержант Ракита              |
| Александр Пашков   | лейтенант Сергей Стожаров   |
| Сергей Иванов      | рядовой Азаренок            |
| Павел Степанов     | рядовой Русинов             |
| Павел Галич        | рядовой Красулин            |
| Андрей Богданов    | рядовой Иволгин             |
| Антон Борисов      | лейтенант Мытарин           |
| Родион Воронин     | лейтенант Иван Селиванов    |
| Маша Поликарпова   | медсестра Анюта             |
| Анатолий Дзиваев   | проводник Резван            |
| Вадим Цаллати      | полевой командир Мурад      |
| Александр Клюквин  | полковник Шевкунов          |
| Анатолий Котенёв   | генерал-лейтенант Казаков   |
| Заза Чичинадзе     | Али                         |
| Мария Глазкова     | Ксюша Селиванова            |
| Ирина Ефремова     | мама призывника             |

## Съёмочная группа
- Режиссёр: Виталий Лукин
- Продюсеры: Вячеслав Давыдов, Борис Давыдов
- Сценарий: Иван Лощилин, Вячеслав Давыдов
- Композитор: Алексей Шелыгин
- Оператор: Александр Лигай
- Звукорежиссёр: Василий Голубов
- Текст песен: Пётр Синявский